# 波茲季齊卡山
48°4′4.6″N 24°47′42.6″E / 48.067944°N 24.795167°E
波茲季齊卡山是烏克蘭的山峰，位於該國西部伊萬諾-弗蘭科夫斯克州，處於韋爾霍維納區，屬於烏克蘭喀爾巴阡山脈中戈爾加內山脈的一部分，海拔高度1,514米。